# Aeropuerto de Rabat-Salé
El Aeropuerto Internacional de Rabat-Salé (IATA: RBA, OACI: GMME) es un aeropuerto situado a 7 km al noroeste de Rabat, la capital de Marruecos. La terminal ocupa 3.900 m² y tiene un máximo de 3.500.000 pasajeros al año. Durante el año 2023 despegaron del aeropuerto  volaron 1.201.676 pasajeros. 
Sólo se puede acceder a él por taxi o por coche privado, que se puede aparcar en el aparcamiento gratuito aledaño. La parte pública dispone de servicios de telefonía, fax, cafeterías y bares, quioscos, estancos y cajeros automáticos entre otros. Por otro lado, la zona de salidas también dispone de una zona de fumadores y una tienda libre de impuestos, además de cafeterías y cabinas de teléfono. Fuera del edificio de la terminal existe una zona habilitada para rezar.

## Historia
Durante la Segunda Guerra Mundial, el aeropuerto fue utilizado como aeródromo militar tanto por la Real Fuerza Aérea británica como por las Fuerzas Aéreas del Ejército de los Estados Unidos. El 319º Grupo de Bombarderos voló brevemente B-26 Marauder desde el aeródromo entre el 25 de abril y el 1 de junio de 1943. Después de que los estadounidenses trasladaron sus unidades de combate a mediados de 1943, el aeropuerto se utilizó como escala y campo de aterrizaje para aviones del Mando de Transporte Aéreo de la Fuerza Aérea de los Estados Unidos en la ruta de transporte Casablanca-Argel. Cuando terminó la guerra, el control del aeródromo volvió a las autoridades civiles.
Durante los primeros años de la Guerra Fría, el Mando Aéreo Estratégico (SAC) de la Fuerza Aérea de los Estados Unidos utilizó el aeropuerto como sede de la 5º y 316º División Aérea. Varios aviones SAC, principalmente B-47 Stratojet y KC-97 Stratofreighter utilizaron el aeropuerto hasta que la Fuerza Aérea de los Estados Unidos se retiró de Marruecos en 1957.
Actualmente, aparte de utilizarse como aeropuerto civil, es una de las bases aéreas que utiliza la Fuerza Aérea Marroquí. Sirve como base para helicópteros, incluyendo  los modelos SA330, CH-47, Bell 205, Bell 206 y  SA342. También tiene su base una Patrulla Marítima para proteger las aguas costeras.

## Transporte terrestre y accesos
Para llegar desde el aeropuerto al centro de la ciudad de Rabat:
- En taxi por 150 dírhams marroquíes a unos 15 euros.

- Por lanzadera: transporte especial desde el aeropuerto hasta la estación de tren de Rabat de la ciudad, a un precio de 20 dírhams marroquíes, o alrededor de 2 euros.

- En autobús: Línea N º 2, a 5 minutos a pie de la estación de autobuses al lado de supermercados ATACADAO. El precio del billete de autobús es de 4 dírhams marroquíes,   alrededor de 0,40 euros.

- Servicio de transporte privado: Precio 300 y 500 dírhams marroquíes, o entre 30 y 50 euros.

## Aerolíneas y destinos

### Destinos nacionales
| Ciudades       | Aeropuerto                        | Aerolíneas      |
| Marruecos      | Marruecos                         | Marruecos       |
| -------------- | --------------------------------- | --------------- |
| Agadir         | Aeropuerto de Agadir-Al Massira   | Air Arabia      |
| Er-Rachidía    | Aeropuerto Moulay Ali Cherif      | Royal Air Maroc |
| Nador          | Aeropuerto Internacional de Nador | Air Arabia      |
| Uchda          | Aeropuerto de Uchda Angads        | Air Arabia      |
|                |                                   |                 |
| El Aaiún       | Aeropuerto Internacional Hassan I | Royal Air Maroc |
| Villa Cisneros | Aeropuerto de Villa Cisneros      | Royal Air Maroc |

### Destinos internacionales
| Ciudades por países | Nombre del aeropuerto                          | Aerolíneas                                     |
| África              | África                                         | África                                         |
| ------------------- | ---------------------------------------------- | ---------------------------------------------- |
| Túnez               |                                                |                                                |
| Túnez               | Aeropuerto Internacional de Túnez-Cartago      | Nouvelair                                      |
| Turquía             |                                                |                                                |
| Estambul            | Aeropuerto de Estambul                         | Air Arabia                                     |
| Europa              |                                                |                                                |
| Alemania            |                                                |                                                |
| Weeze               | Aeropuerto de Baja Renania                     | Ryanair                                        |
| Bélgica             |                                                |                                                |
| Bruselas            | Aeropuerto de Bruselas-National                | Air Arabia / Royal Air Maroc / TUI fly Belgium |
| Bruselas            | Aeropuerto de Bruselas Sur                     | Ryanair                                        |
| España              |                                                |                                                |
| Barcelona           | Aeropuerto Josep Tarradellas Barcelona-El Prat | Air Arabia / Ryanair                           |
| Madrid              | Aeropuerto de Madrid-Barajas                   | Ryanair                                        |
| Málaga              | Aeropuerto de Málaga-Costa del Sol             | Ryanair                                        |
| Sevilla             | Aeropuerto de Sevilla                          | Ryanair                                        |
| Francia             |                                                |                                                |
| Beauvais            | Aeropuerto de Beauvais-Tillé                   | Ryanair                                        |
| Burdeos             | Aeropuerto de Burdeos-Mérignac                 | EasyJet                                        |
| Lyon                | Aeropuerto de Lyon-Saint Exupéry               | EasyJet                                        |
| Marsella            | Aeropuerto de Marsella-Provenza                | Royal Air Maroc / Ryanair                      |
| Montpellier         | Aeropuerto de Montpellier-Méditerranée         | Transavia                                      |
| Nantes              | Aeropuerto de Nantes Atlantique                | EasyJet                                        |
| Niza                | Aeropuerto Internacional de Niza-Costa Azul    | EasyJet                                        |
| París               | Aeropuerto de París-Charles de Gaulle          | Air Arabia / Air France / EasyJet              |
| París               | Aeropuerto de París-Orly                       | Royal Air Maroc / Transavia / TUI fly Belgium  |
| Toulouse            | Aeropuerto de Toulouse-Blagnac                 | Ryanair                                        |
| Italia              |                                                |                                                |
| Milán               | Aeropuerto de Milán-Malpensa                   | Easyjet                                        |
| Roma                | Aeropuerto de Roma-Ciampino                    | Ryanair                                        |
| Suiza               |                                                |                                                |
| Basilea             | Aeropuerto de Basilea-Mulhouse-Friburgo        | Air Arabia                                     |
| Ginebra             | Aeropuerto Internacional de Ginebra            | Easyjet                                        |
| Reino Unido         |                                                |                                                |
| Londres             | Aeropuerto de Londres-Stansted                 | Ryanair                                        |
| Mánchester          | Aeropuerto de Mánchester                       | Ryanair (inicia el 30 de marzo de 2025)        |

## Estadísticas
| 2010    | 2011            | 2012            | 2013             | 2014             | 2015            | 2016             | 2017            | 2018            | 2019               | 2020             | 2021             | 2022             | 2023               |
| ------- | --------------- | --------------- | ---------------- | ---------------- | --------------- | ---------------- | --------------- | --------------- | ------------------ | ---------------- | ---------------- | ---------------- | ------------------ |
| 357 773 | 372 145 · 4,02% | 351 867 · 5,45% | 485 713 · 38,04% | 684 213 · 40,87% | 705 950 · 3,18% | 873 169 · 23,69% | 923 576 · 5,77% | 987 485 · 6,79% | 1 100 846 · 22,13% | 299 333 · 72,81% | 468 875 · 56,60% | 873 305 · 86,26% | 1 201 676 · 38,01% |